# Persone di cognome d'Asburgo-Lorena
| Questa pagina contiene informazioni ricavate automaticamente dalle voci biografiche con l'ausilio del template Bio e di un bot. L'aggiornamento è periodico e automatico e ricostruisce completamente la pagina. Se manca una persona in questa lista, sei pregato di non aggiungerla, ma accertati piuttosto che la sua voce biografica contenga il template Bio e che i dati anagrafici siano correttamente compilati. Se il template Bio manca, inseriscilo tu stesso o, in alternativa, metti l'avviso {{tmp\|Bio}} che ne segnala la mancanza. Se i dati riportati sono sbagliati, correggi direttamente la voce biografica; le modifiche saranno visibili in questa lista entro pochi giorni. Per chiarimenti vedi il progetto antroponimi. La lista contiene solo le 64 persone che sono citate nell'enciclopedia e per le quali è stato implementato correttamente il template Bio. Pagina aggiornata al 18 apr 2019. |

Questa è una lista di persone presenti nell'enciclopedia che hanno il cognome d'Asburgo-Lorena, suddivise per attività principale.

## Badesse(3)
- Maria Elisabetta d'Asburgo-Lorena, badessa (Vienna, n.1743 - Linz, †1808)
- Maria Anna d'Asburgo-Lorena, badessa (Firenze, n.1770 - Neudorf, †1809)
- Maria Anna d'Asburgo-Lorena, badessa (Vienna, n.1738 - Klagenfurt, †1789)

## Cardinali(1)
- Rodolfo Giovanni d'Asburgo-Lorena, cardinale e arcivescovo cattolico austriaco (Firenze, n.1788 - Baden, †1831)

## Nobili(9)
- Alessandro Leopoldo d'Asburgo-Lorena, nobile (Villa di Poggio Imperiale, n.1772 - Laxenburg, †1795)
- Antonio Vittorio d'Asburgo-Lorena, nobile (Villa di Poggio Imperiale, n.1779 - Vienna, †1835)
- Antonio d'Asburgo-Lorena, nobile (Vienna, n.1901 - Salisburgo, †1987)
- Carlo Giuseppe d'Asburgo-Lorena, nobile (Vienna, n.1745 - Vienna, †1761)
- Carlo Ludovico d'Asburgo-Lorena, nobile (Castello di Schönbrunn, n.1918 - Bruxelles, †2007)
- Carlo Salvatore d'Asburgo-Lorena, nobile (Firenze, n.1839 - Vienna, †1892)
- Edoardo Asburgo-Lorena, nobile tedesco (Monaco di Baviera, n.1967)
- Elisabetta d'Asburgo-Lorena, nobile austriaca (Madrid, n.1922 - Waldstein, †1993)
- Pietro Ferdinando d'Asburgo-Lorena, nobile e militare austriaco (Salisburgo, n.1874 - Sankt Gilgen, †1948)

## Politici(1)
- Ottone d'Asburgo-Lorena, politico tedesco (Reichenau an der Rax, n.1912 - Pöcking, †2011)

## Sovrane(1)
- Maria Amalia d'Asburgo-Lorena, sovrana austriaca (Vienna, n.1746 - Praga, †1804)

## Sovrani(1)
- Leopoldo II di Toscana, sovrano italiano (Firenze, n.1797 - Roma, †1870)

## Altre...(48)
- Augusta Ferdinanda d'Asburgo-Lorena (Firenze, n.1825 - Monaco di Baviera, †1864)
- Carolina Maria d'Asburgo-Lorena (Altmünster, n.1869 - Budapest, †1945)
- Edvige Maria d'Asburgo-Lorena (Bad Ischl, n.1896 - Hall in Tirol, †1970)
- Elisabetta Maria d'Asburgo-Lorena (Laxenburg, n.1883 - Vienna, †1963)
- Elisabetta Francesca d'Asburgo-Lorena (Vienna, n.1892 - Syrgenstein, †1930)
- Enrico Ferdinando d'Asburgo-Lorena (Salisburgo, n.1878 - Salisburgo, †1969)
- Ferdinando III di Toscana (Firenze, n.1769 - Firenze, †1824)
- Ferdinando I d'Austria (Vienna, n.1793 - Praga, †1875)
- Ferdinando IV di Toscana (Firenze, n.1835 - Salisburgo, †1908)
- Massimiliano I del Messico (Vienna, n.1832 - Santiago de Querétaro, †1867)
- Francesco Carlo d'Asburgo-Lorena (Vienna, n.1802 - Vienna, †1878)
- Francesco Leopoldo d'Asburgo-Lorena (Firenze, n.1794 - Vienna, †1800)
- Francesco II d'Asburgo-Lorena (Firenze, n.1768 - Vienna, †1835)
- Gertrude d'Asburgo-Lorena (Wallsee-Sindelburg, n.1900 - Ravensburg, †1962)
- Giorgio d'Asburgo-Lorena (Starnberg, n.1964)
- Giovanni d'Asburgo-Lorena (Firenze, n.1782 - Graz, †1859)
- Giovanni Nepomuceno d'Asburgo-Lorena (Firenze, n.1852 - †1890)
- Gisella d'Asburgo-Lorena,  austriaca (Laxenburg, n.1856 - Monaco di Baviera, †1932)
- Giuseppe Ferdinando d'Asburgo-Lorena (Salisburgo, n.1872 - Vienna, †1942)
- Giuseppe II d'Asburgo-Lorena (Vienna, n.1741 - Vienna, †1790)
- Leopoldo II d'Asburgo-Lorena (Vienna, n.1747 - Vienna, †1792)
- Ludovico Vittorio d'Asburgo-Lorena (Vienna, n.1842 - Salisburgo, †1919)
- Luigi d'Asburgo-Lorena (Firenze, n.1784 - Vienna, †1864)
- Luigi Salvatore d'Asburgo-Lorena (Firenze, n.1847 - Brandýs nad Labem-Stará Boleslav, †1915)
- Luisa d'Asburgo-Lorena (Salisburgo, n.1870 - Ixelles, †1947)
- Maria Cristina d'Asburgo-Lorena (Vienna, n.1742 - Vienna, †1798)
- Maria Adelaide d'Asburgo-Lorena (Milano, n.1822 - Torino, †1855)
- Maria Leopoldina d'Asburgo-Lorena (Vienna, n.1797 - Rio de Janeiro, †1826)
- Maria Amalia d'Asburgo-Lorena (Firenze, n.1780 - Vienna, †1798)
- Maria Carolina d'Asburgo-Lorena (Vienna, n.1740 - Vienna, †1741)
- Maria Luisa d'Asburgo-Lorena (Vienna, n.1791 - Parma, †1847)
- Maria Carolina d'Asburgo-Lorena (Vienna, n.1752 - Vienna, †1814)
- Maria Clementina d'Asburgo-Lorena (Villa di Poggio Imperiale, n.1777 - Napoli, †1801)
- Maria Clementina d'Asburgo-Lorena (Vienna, n.1798 - Chantilly, †1881)
- Maria Giovanna Gabriella d'Asburgo-Lorena (Vienna, n.1750 - Vienna, †1762)
- Maria Giuseppina d'Asburgo-Lorena (Vienna, n.1751 - Vienna, †1767)
- Maria Carolina Ferdinanda d'Asburgo-Lorena (Vienna, n.1801 - Dresda, †1832)
- Maria Anna d'Asburgo-Lorena (Vienna, n.1804 - Baden, †1858)
- Maria Antonietta d'Asburgo-Lorena (Vienna, n.1755 - Parigi, †1793)
- Maria Isabella d'Asburgo-Lorena (Firenze, n.1834 - Lucerna, †1901)
- Maria Teresa Elisabetta d'Asburgo-Lorena (Vienna, n.1762 - Vienna, †1770)
- Maria Luisa d'Asburgo-Lorena (Firenze, n.1845 - Hanau, †1917)
- Ottone Francesco d'Asburgo-Lorena (Graz, n.1865 - Vienna, †1906)
- Rodolfo d'Asburgo-Lorena,  austriaco (Vienna, n.1858 - Mayerling, †1889)
- Rosa d'Asburgo-Lorena (Salisburgo, n.1906 - Friedrichshafen, †1983)
- Stefano d'Asburgo-Lorena,  austriaco (Budapest, n.1817 - Mentone, †1867)
- Uberto Salvatore d'Asburgo-Lorena (Wels, n.1894 - Persenbeug, †1971)
- Walburga d'Asburgo-Lorena (Starnberg, n.1958)